# 足立香澄
足立 香澄（あだち かすみ、1966年3月30日 - ）は、京都府京都市出身の日本の女子プロゴルファー。森田理香子の師匠。

## 主な戦歴
- 1993年 ワールドレディスゴルフトーナメント - 2位
- 1991年 ヤクルトレディースゴルフトーナメント - 2位
- 1991年 週刊女性・JUNON女子オープン - 2位
- 1990年 軽井沢72東急女子オープン - 2位T
- 2001年 那須小川レディスプロゴルフトーナメント - 3位
- 2001年 日本女子プロゴルフ選手権大会 - 4位T
- 1997年 大王製紙エリエールレディスオープン - 4位T
- 1991年 伊藤園レディスゴルフトーナメント - 4位
- 1991年 [対象外]三国コカコーラ女子プロアマ - 優勝
- 1990年 [対象外]三国コカコーラ女子プロアマ - 優勝

## 記録
- アルバトロス - 1回（1991年 ニチレイ・インターナショナル）
- ホールインワン - 7回